# Waldo (Wisconsin)
Waldo és una població dels Estats Units a l'estat de Wisconsin. Segons el cens del 2000 tenia 450 habitants.

## Demografia
Segons el cens del 2000, Waldo tenia 450 habitants, 169 habitatges, i 123 famílies. La densitat de població era de 204,4 habitants per km².
Dels 169 habitatges en un 32% hi vivien nens de menys de 18 anys, en un 59,2% hi vivien parelles casades, en un 7,7% dones solteres, i en un 27,2% no eren unitats familiars. En el 22,5% dels habitatges hi vivien persones soles el 7,1% de les quals corresponia a persones de 65 anys o més que vivien soles. El nombre mitjà de persones vivint en cada habitatge era de 2,66 i el nombre mitjà de persones que vivien en cada família era de 3,14.
Per edats la població es repartia de la següent manera: un 26,9% tenia menys de 18 anys, un 6,9% entre 18 i 24, un 34,7% entre 25 i 44, un 21,3% de 45 a 60 i un 10,2% 65 anys o més.
L'edat mediana era de 35 anys. Per cada 100 dones de 18 o més anys hi havia 100,6 homes.
La renda mediana per habitatge era de 48.125 $ i la renda mediana per família de 50.909 $. Els homes tenien una renda mediana de 35.089 $ mentre que les dones 25.625 $. La renda per capita de la població era de 22.618 $. Aproximadament el 0,8% de les famílies i l'1,5% de la població estaven per davall del llindar de pobresa.

## Poblacions més properes
El següent diagrama mostra les poblacions més properes.